# 한국토봉협회
한국토봉협회는 회원의경영능력향삳을 위한 상담 및 교육훈련, 회원이 필요로 하는 정보수집 및 제공, 회원 생산 봉산물의 판매 알선 목적으로 2005년 7월 14일 설립된 대한민국 농림수산식품부 소관의 사단법인이다. 사무실은 전북특별자치도 남원시 도통동 537-18에 있다.

## 주요 사업
- 생산성 향상과 경영능력의 향상을 위한 상담 및 교육
- 회원이 필요로 하는 정보의 수집 및 제공
- 신기술 개발 보급 및 연구소의 운영
- 토봉꿀의 식품안전성 확립
- 토봉기자재 개발 지원 및 보급 알선 사업
- 회원이 생산한 봉산물 판매 알선 사업